# Waldpark Phu Khao Fai Kradong
Der Waldpark Phu Khao Fai Kradong (Thai: วนอุทยานภูเขาไฟกระโดง, im englischen Sprachgebrauch: Phu Khao Fi Kradong Forest Park, oder Khao Kradong Forest Park) ist ein Waldschutzgebiet im Nordosten von Thailand, dem so genannten Isan.

## Geschichte
Der Phu Khao Fai Kradong wurde am 1. Oktober 1993 offiziell zu einem Schutzgebiet Thailands erklärt.

## Geographie
Der Phu Khao Fai Kradong erstreckt sich über die Gemeinden: I San, Samet und Sawai Chik im Landkreis (Amphoe) Mueang Buri Ram der Provinz Buri Ram. 
Der Phu Khao Fai Kradong umfasst eine Gesamtfläche von 1.450 Rai, dies entspricht 2,32 km². Der Waldpark liegt in einem hochländischen Gebiet mit einer Reihe mittelgroßer Hügel. Der Park befindet sich auf einer Höhenlage zwischen 50 und 1.000 Metern. Den Charakter erhält der Waldpark durch zwei kleinere Berge, den Khao Kradong und Khao Yai, sowie den zwei Stauseen Charake Mak und Huay Talad.

## Flora und Fauna
Der Waldkomplex, der aus Mischwäldern und trockenen dipterocarpen Wäldern besteht, beherbergt eine Vielfalt von verschiedenen tropischen Pflanzenarten und es leben eine Reihe von wilden Tieren dort.